# Championnat de Curaçao de football 2019-2020
Navigation
Saison précédente Saison suivante
La saison 2019-2020 du Championnat de Curaçao de football est la dixième édition de la première division à Curaçao, la Promé Divishon.
Les dix meilleures équipes de l'île sont regroupées au sein d’une poule unique où elles s’affrontent au cours de plusieurs phases, avec des qualifications successives, jusqu'à la finale nationale. En fin de saison, le dernier du classement est relégué et remplacé par le champion de deuxième division.
C'est le RKSV Scherpenheuvel qui est sacré cette saison après avoir battu le SV Vesta en finale. Il s’agit du troisième titre de champion de Curaçao de l’histoire du club, après ceux acquis en 1965 et 1969.
Cette saison est fortement perturbée par la pandémie de Covid-19 qui contraint les organisateurs à suspendre le championnat le 14 mars 2020, avant de le reprendre le 29 juin suivant.

## Organisation
Chaque équipe rencontre les neuf autres à deux reprises, une fois à domicile et une fois à l'extérieur. La dernière équipe est directement reléguée en deuxième division. Les six meilleures équipes se retrouvent pour la deuxième phase, le Kaya 6, du championnat où elles s'affrontent une fois chacune. Les quatre meilleures de ce mini-championnat réitèrent l'expérience avec trois nouvelles journées dans le cadre de la Kaya 4. Les deux premiers clubs de cette troisième se défient en finale pour déterminer le champion national.

## Participants
Dix équipes disputent le championnat de Curaçao.
| \| Willemstad: RKSV Centro Dominguito SV Hubentut Fortuna Inter Willemstad CRKSV Jong Holland RKSV Scherpenheuvel SUBT SV Vesta SV Victory Boys CSD Barber UNDEBA Willemstad \| Localisation des clubs. |
| Willemstad: RKSV Centro Dominguito SV Hubentut Fortuna Inter Willemstad CRKSV Jong Holland RKSV Scherpenheuvel SUBT SV Vesta SV Victory Boys CSD Barber UNDEBA Willemstad                               |

| Équipe                 | Stade                    | Capacité | Ville      |
| CSD Barber             | Stade Ergilio-Hato       | 15 000   | Barber     |
| RKSV Centro Dominguito | Stade Ergilio-Hato       | 15 000   | Willemstad |
| SV Hubentut Fortuna    | Stade Ergilio-Hato       | 15 000   | Willemstad |
| Inter Willemstad       | Bramendiweg Sportpark    | -        | Willemstad |
| CRKSV Jong Holland     | Stade Ergilio-Hato       | 15 000   | Willemstad |
| RKSV Scherpenheuvel    | Stade Dr. Antoine Maduro | 7 000    | Willemstad |
| SUBT                   | Stade Dr. Antoine Maduro | 7 000    | Willemstad |
| UNDEBA                 | Soto Arena               | -        | Banda Abou |
| SV Vesta               | Stade SV Vesta           | 3 000    | Willemstad |
| SV Victory Boys        | Stade Ergilio-Hato       | 15 000   | Willemstad |

## Compétition
Le barème utilisé pour établir le classement est le suivant :
- Victoire : 3 points
- Match nul : 1 point
- Défaite : 0 point

### Saison régulière
| Rang | Équipe                 | Pts | J  | G  | N | P  | Bp | Bc | Diff |
| ---- | ---------------------- | --- | -- | -- | - | -- | -- | -- | ---- |
| 1    | CRKSV Jong Holland     | 42  | 18 | 12 | 6 | 0  | 38 | 11 | +27  |
| 2    | RKSV Scherpenheuvel    | 34  | 18 | 10 | 4 | 4  | 39 | 14 | +25  |
| 3    | CSD Barber             | 32  | 18 | 10 | 2 | 6  | 34 | 22 | +12  |
| 4    | Inter Willemstad       | 30  | 18 | 8  | 6 | 4  | 44 | 29 | +15  |
| 5    | SV Vesta T             | 30  | 18 | 9  | 3 | 6  | 28 | 25 | +3   |
| 6    | UNDEBA                 | 27  | 18 | 8  | 3 | 7  | 26 | 33 | -7   |
| 7    | RKSV Centro Dominguito | 26  | 18 | 7  | 5 | 6  | 45 | 27 | +18  |
| 8    | SV Victory Boys        | 12  | 18 | 3  | 3 | 12 | 16 | 34 | -18  |
| 9    | SUBT                   | 12  | 18 | 3  | 3 | 12 | 17 | 42 | -25  |
| 10   | SV Hubentut Fortuna P  | 6   | 18 | 1  | 3 | 14 | 10 | 60 | -50  |

|  | Qualification pour le Kaya 6                      |
|  | Relégation en Segundo Divishon                    |
|  | T : Tenant du titre P : Promu de Segundo Divishon |

### Kaya 6
| Rang | Équipe              | Pts | J | G | N | P | Bp | Bc | Diff |  | Résultats (▼ dom., ► ext.) | JHo | SVV | Wil | Sch | CSD | UND |
| ---- | ------------------- | --- | - | - | - | - | -- | -- | ---- |  | -------------------------- | --- | --- | --- | --- | --- | --- |
| 1    | CRKSV Jong Holland  | 15  | 5 | 5 | 0 | 0 | 15 | 6  | +9   |  | CRKSV Jong Holland         |     |     | 3-2 | 3-2 |     | 3-0 |
| 2    | SV Vesta T          | 10  | 5 | 3 | 1 | 1 | 10 | 7  | +3   |  | SV Vesta T                 | 1-3 |     |     |     | 2-0 | 1-1 |
| 3    | Inter Willemstad    | 7   | 5 | 2 | 1 | 2 | 9  | 7  | +2   |  | Inter Willemstad           |     | 2-3 |     |     |     |     |
| 4    | RKSV Scherpenheuvel | 7   | 5 | 2 | 1 | 2 | 8  | 8  | 0    |  | RKSV Scherpenheuvel        |     | 1-3 | 1-1 |     |     | 2-0 |
| 5    | CSD Barber          | 3   | 5 | 1 | 0 | 4 | 5  | 9  | -4   |  | CSD Barber                 | 1-3 |     | 0-2 | 1-2 |     |     |
| 6    | UNDEBA              | 1   | 5 | 0 | 1 | 4 | 1  | 11 | -10  |  | UNDEBA                     |     |     | 0-2 |     | 0-3 |     |

|  | Qualification pour le Kaya 4 |
|  | T : Tenant du titre          |

### Kaya 4
| Rang | Équipe              | Pts | J | G | N | P | Bp | Bc | Diff |  | Résultats (▼ dom., ► ext.) | Sch | SVV | Wil | JHo |
| ---- | ------------------- | --- | - | - | - | - | -- | -- | ---- |  | -------------------------- | --- | --- | --- | --- |
| 1    | RKSV Scherpenheuvel | 6   | 3 | 2 | 0 | 1 | 3  | 3  | 0    |  | RKSV Scherpenheuvel        |     |     |     |     |
| 2    | SV Vesta T          | 5   | 3 | 1 | 2 | 0 | 3  | 0  | +3   |  | SV Vesta T                 | 3-0 |     | 0-0 |     |
| 3    | Inter Willemstad    | 4   | 3 | 1 | 1 | 1 | 1  | 1  | 0    |  | Inter Willemstad           | 0-1 |     |     | 1-0 |
| 4    | CRKSV Jong Holland  | 1   | 3 | 0 | 1 | 2 | 0  | 3  | -3   |  | CRKSV Jong Holland         | 0-2 | 0-0 |     |     |

|  | Qualification pour la finale nationale |
|  | T : Tenant du titre                    |

### Finale nationale
| 8 novembre 2020 | RKSV Scherpenheuvel        | 1 - 0 a. p. | SV Vesta | Stade Ergilio-Hato |
|                 | Maximiliano CIarniello 93e |             |          |                    |

## Statistiques
| Rang | Joueur                            | Club                   | Buts | Matchs |
| ---- | --------------------------------- | ---------------------- | ---- | ------ |
| 1    | Randel Randolf Winklaar           | RKSV Centro Dominguito | 18   | 15     |
| 2    | Davidson Bobby Rosa               | Inter Willemstad       | 13   | 16     |
| 3    | Gersinio Siandro Maria Constansia | Inter Willemstad       | 13   | 13     |
| 4    | Christopher Alexander Isenia      | RKSV Scherpenheuvel    | 11   | 14     |
| 5    | Jurensley Martina                 | CRKSV Jong Holland     | 10   | 14     |
| 6    | Dwaylon Benjamin Ramon Maria      | CRKSV Jong Holland     | 9    | 15     |
| 7    | Rudrick Erasmus Julian Pop        | Inter Willemstad       | 9    | 4      |
| 8    | Mirco Colina                      | SV Vesta               | 9    | 13     |
| 9    | Jonathan Font                     | RKSV Scherpenheuvel    | 8    | 10     |
| 10   | Benjamin Rafael Gil Guedez        | RKSV Scherpenheuvel    | 7    | 12     |

## Bilan de la saison
| Championnat de Curaçao de football 2019-2020        |                                |
| Champion                                            | RKSV Scherpenheuvel (3e titre) |
| Dauphin                                             | SV Vesta                       |
| Qualifications continentales                        |                                |
| Championnat des clubs caribéens de la CONCACAF 2021 | RKSV Scherpenheuvel            |
| Promotions et relégations                           |                                |
| Promus en Promé Divishon                            | RKVFC Sithoc                   |
| Relégués en Segundo Divishon                        | SV Hubentut Fortuna            |